# Karl-Heinz Gärtner
Karl-Heinz Gärtner (* 19. August 1953) ist ein ehemaliger deutscher Basketballtrainer und -spieler.

## Leben
Gärtner war Basketball-Nationalspieler der Deutschen Demokratischen Republik. 1986 übernahm er das Traineramt bei der HSG TU Magdeburg von Horst Neuhof und führte die Mannschaft 1988 sowie 1989 zum Gewinn der DDR-Meisterschaft, indem Seriensieger AdW Berlin entthront wurde. Im Spieljahr 1990/91 trat er mit den Magdeburgern auch im Europapokalwettbewerb Korać-Cup an, in dem die von Gärtner betreute Mannschaft aber in der ersten Runde nach zwei hohen Niederlagen gegen KK Olimpija Ljubljana ausschied.
2009 und 2015 nahm Gärtner als Mitglied der deutschen Auswahl an der Seniorenweltmeisterschaft in Prag beziehungsweise Orlando teil. Auch auf Bundesebene blieb er im Altherrenalter dem Basketballsport verbunden und spielte mit Magdeburg bei Deutschen Meisterschaften. Als Trainer betreute Gärtner den OBC Wolmirstedt. Im Herbst 1998 traf er im DBB-Pokal mit dem damaligen Regionalligisten auf den Bundesligisten Bayer Leverkusen und verlor deutlich. Den OBC führte Gärtner 1999 zum Zweitligaaufstieg führte. Er war später Stammzuschauer bei den Heimspielen der SBB Baskets Wolmirstedt.